# Sunmi
Lee Sun-mi (Hangul: 이선미, Hanja: 李善美, Hán-Việt: Lý Thiện Mỹ, sinh ngày 2 tháng 5 năm 1992), thường được biết đến với nghệ danh Sunmi, là một nữ ca sĩ và nhạc sĩ người Hàn Quốc. Cô ra mắt vào năm 2007 với tư cách là thành viên nhóm nhạc nữ Wonder Girls và rời nhóm vào tháng 1 năm 2010 để tập trung vào việc học tập.
Sau ba năm vắng bóng, Sunmi trở lại vào tháng 8 năm 2013 với đĩa đơn đầu tay "24 Hours". 24 Hours đạt vị trí thứ 2 trên Gaon Digital Chart của Hàn Quốc và vị trí thứ 3 trên Korea K-pop Hot 100 của Billboard. Mini album đầu tay của cô "Full Moon" (2014) xếp hạng thứ 12 và là đĩa đơn phụ của mini album xếp hạng thứ 2 trên Gaon Digital Chart của Hàn Quốc và thứ 3 trên Korea K-pop Hot 100 của Billboard, và cũng xếp hạng thứ 13 trên Billboard World Digital Chart.
Năm 2015, Wonder Girls trở lại sân khấu sau hai năm vắng bóng với việc thành lập ban nhạc mới, Sunmi xác nhận sẽ gia nhập sau sự ra đi vào năm 2010. Tuy nhiên, nhóm sau đó đã tan rã vào năm 2017 sau khi Sunmi và Yenny quyết định kết thúc thỏa thuận hợp đồng với JYP Entertainment.Sau đó, Sunmi đã ra mắt với tư cách nghệ sĩ Solo dưới sự quản lí của công ty mới 

## Tiểu sử
Sunmi sinh vào ngày 2 tháng 5 năm 1992 tại Iksan, Jeolla Bắc, Hàn Quốc. Cô học tại trường Hwangnam Elementary School, Chung Dam Middle School và Chung Dam High School, tốt nghiệp Đại học Dongguk chuyên ngành nhạc kịch. Cô chấp nhận họ của bố dượng cô, Lee, khi ở đại học và kết hợp với tên đầu tiên và họ, cho ra cái tên Lee Sunmi.

## Sự nghiệp

### 2007 - 2012: Ra mắt vớiWonder Girls

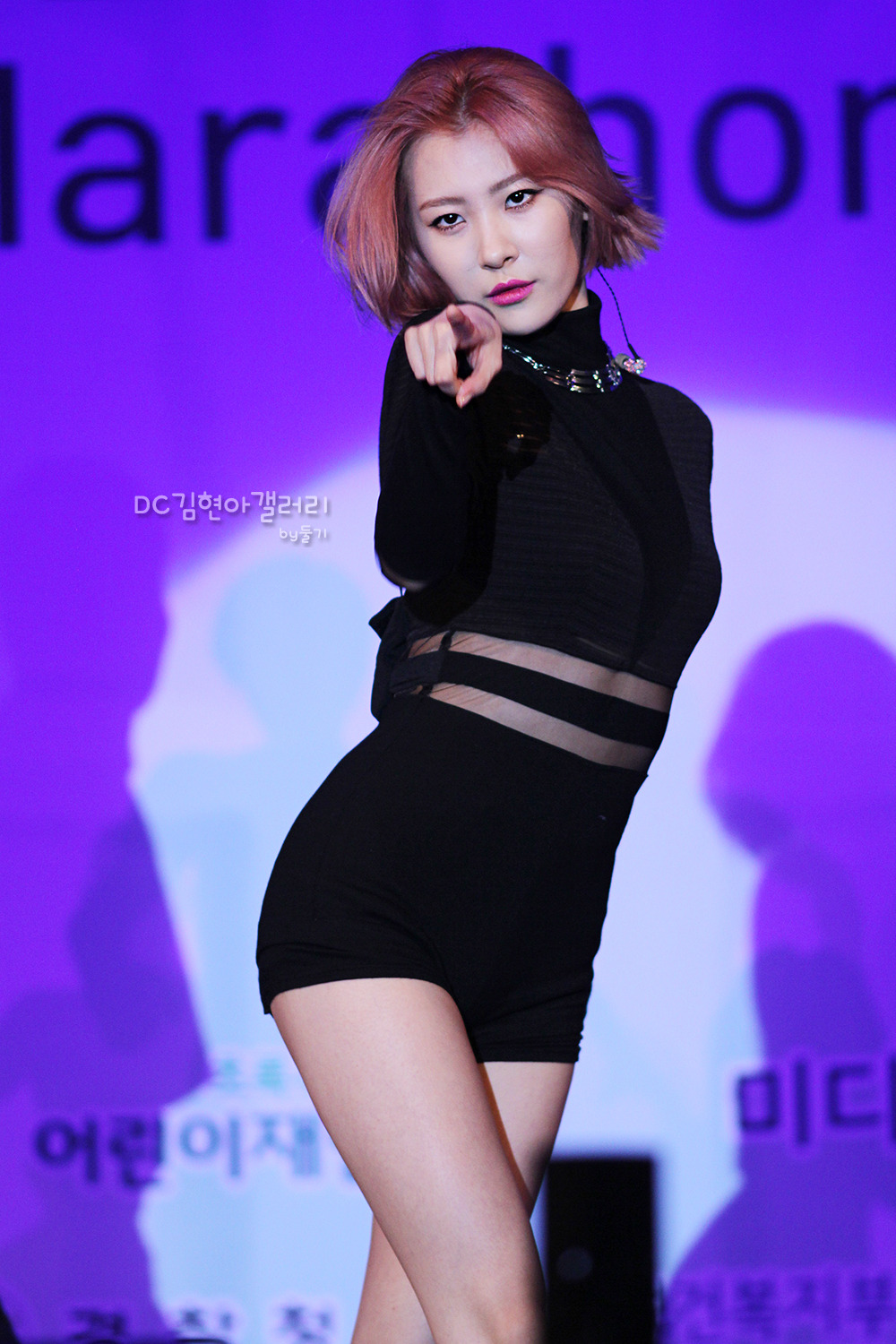
Sunmi biểu diễn 24 Hours vào ngày 29 tháng 9 năm 2013

Trong năm 2007, Sunmi đã ra mắt lần đầu tiên với Wonder Girls, một nhóm nhạc nữ quản lý bởi JYP Entertainment. Cô đã góp giọng trong album đầu tay của nhóm - The Wonder Begins, được phát hành vào tháng 2 năm 2007, bên cạnh đó, trong suốt quá trình hoạt động ở nhóm, cô còn tham gia thu âm các album như: The Wonder Years phát hành vào tháng 9 năm 2007, So Hot phát hành vào tháng 6 năm 2008, The Wonder Years: Trilogy phát hành vào tháng 9 năm 2008. Cô cũng tham gia vào "Wonder Girls 1st Wonder Tour" trong năm 2009. Cũng trong năm 2009, cô và Wonder Girls đã diễn mở màn cho tour diễn vòng quanh thế giới của Jonas Brothers.
Năm 2009 là một năm thành công của Wonder Girls, vì họ đã tham gia Wendy Williams Show với tư cách khách mời và còn được vinh dự biểu diễn tại show truyền hình thực tế So You Think You Can Dance (Mùa 6) của Mỹ. Họ cũng đã phát hành bản tiếng Anh cho "Nobody" vào ngày 26 tháng 6 năm 2009.
Tháng 1 năm 2010, JYP Entertainment đã thông báo rằng Sunmi sẽ trì hoãn sự nghiệp lại để về nước tiếp tục công việc học tập. Tuy nhiên, cô vẫn tham gia sự kiện với nhóm cho đến tháng 2 theo lịch diễn ban đầu.
Ngày 13 tháng 1 năm 2012, một đại diện của JYP cho biết: "Sunmi vẫn trong công ty và đang tiếp tục luyện tập khả năng về nghệ thuật của mình" JYP Entertainment sau đó tuyên bố rằng không có kế hoạch cho Sunmi trở lại như một thành viên của Wonder Girls.

### 2013 - 2014: Rời nhóm và ra mắt solo
Vào tháng 8 năm 2013, có thông báo rằng cô sẽ trở lại với sự nghiệp nghệ thuật của mình như một nghệ sĩ solo của JYP Entertainment, và bản thân ông Park Jin-young sẽ tiến hành sản xuất các sản phẩm của cô. Ngày 11 tháng 8 năm 2013, JYP Entertainment phát hành những hình ảnh teaser của Sunmi cho đĩa đơn đầu tay của cô - "24 Hours", hình ảnh này cho thấy cô đã lột xác hoàn toàn và mái tóc của cô cũng chuyển sang màu hồng. Ngày hôm sau, hai hình ảnh teaser đã được phát hành thông qua trang web chính thức của cô. 24 Hours được xác nhận sẽ được phát hành vào ngày 20 tháng 8 năm 2013, tiếp theo là sự trở lại của cô vào ngày 22, trên M! Countdown. Sau khi phát hành, MV "24 Hours" đã xếp hạng # 1 trên các trang web MV như Melon và Olleh và đưa Sunmi trở thành đối thủ cạnh tranh khốc liệt với Seungri và Crayon Pop. Sau đó, 24 Hours đã xếp hạng 1 trên Melon, Mnet, Olleh Music, Bugs, Soribada, Naver Music, và Daum Music.
Để chuẩn bị cho sự nghiệp solo của mình, cô cho biết mình đã cố gắng tăng thêm vài cân để có hình thể đẹp hơn. Trong một cuộc phỏng vấn, Sunmi đã cho biết rằng: "Trong khi tôi quảng bá với tư cách là một thành viên của Wonder Girls, trọng lượng cơ thể tôi đã có một lần dưới 40kg. Tôi thường ở trong phạm vi 41kg, nhưng khi ra mắt solo, để đạt được tới khái niệm sexy, tôi đã cố gắng để đạt đến trọng lượng 47kg". Cô cũng chia sẻ cân nặng lớn nhất cô từng có là 52 kg. Sunmi cũng đã chia sẻ vì sao cô quyết định đi chân trần cho sân khấu của 24 Hours: "Ban đầu tôi không có ý định đi chân trần. Nhưng có một phần trong vũ đạo là tôi phải đứng lên đùi của vũ công nam, nếu tôi đi giày cao gót thì sẽ gây thương tích cho anh ấy vì vậy tôi đã bỏ đôi cao gót khỏi vũ đạo của mình. Bởi vì tôi dùng đôi chân trần để nhảy hiện đại, nên nhìn nó cũng sẽ không có vấn đề gì quá đáng lắm".
Sau đó JYP Entertainment cũng đã phát hành một phiên bản dance cho MV của cô.
Vào ngày 31 tháng 1 năm 2014, đã có một thông báo rằng Sunmi sẽ phát hành mini-album đầu tay của mình vào giữa tháng 2 với khoảng 5-6 bài hát, ca khúc chủ đề dự kiến sẽ được chắp bút bởi Park Jin-young. Một đại diện của Sunmi cũng cho biết: "Chúng tôi đang cố gắng chuẩn bị cho sự trở lại của Sunmi vào tháng 2. Hiện nay chúng tôi đang điều chỉnh những khâu cuối cùng trong bài hát, đồng thời cũng chuẩn bị một màn trình diễn bắt mắt, vũ đạo sẽ được nâng cấp hơn 24 Hours". Theo như kế hoạch, Sunmi sẽ trở lại vào ngày 17 tháng 2 năm 2014. JYP Entertainment cũng đã tiết lộ tin tức tức thông qua một thông cáo báo chí, họ nói: " Sunmi sẽ được trở lại vào ngày 17 tháng 2 với một mini-album. Cô sẽ thực hiện một cuộc hỏi và trả lời đối với người hâm mộ vào ngày 6 tháng 2 trên Twitter ". Cũng vào ngày 6 tháng 2 năm 2014, Sunmi đã tiết lộ 2 hình ảnh teaser cho mini-album mới của cô, Full Moon thông qua tài khoản Twitter chính thức của mình. Ngày 9 tháng 2, ba hình ảnh teaser mới được công bố trên Twitter của JYP Entertainment và cũng tiết lộ tracklist cho album trở lại của cô Full Moon, sẽ có tổng cộng 7 bài hát. Tiết lộ cũng cho biết rằng ca khúc chủ đề sẽ được viết bởi Brave-Brothers và trong ca khúc cũng sẽ có một đoạn rap của Lena (thành viên trong nhóm nhạc nữ mới của công ty). Vào ngày 11, JYP Entertainment đã tải lên một teaser clip ngắn cho "Full Moon".

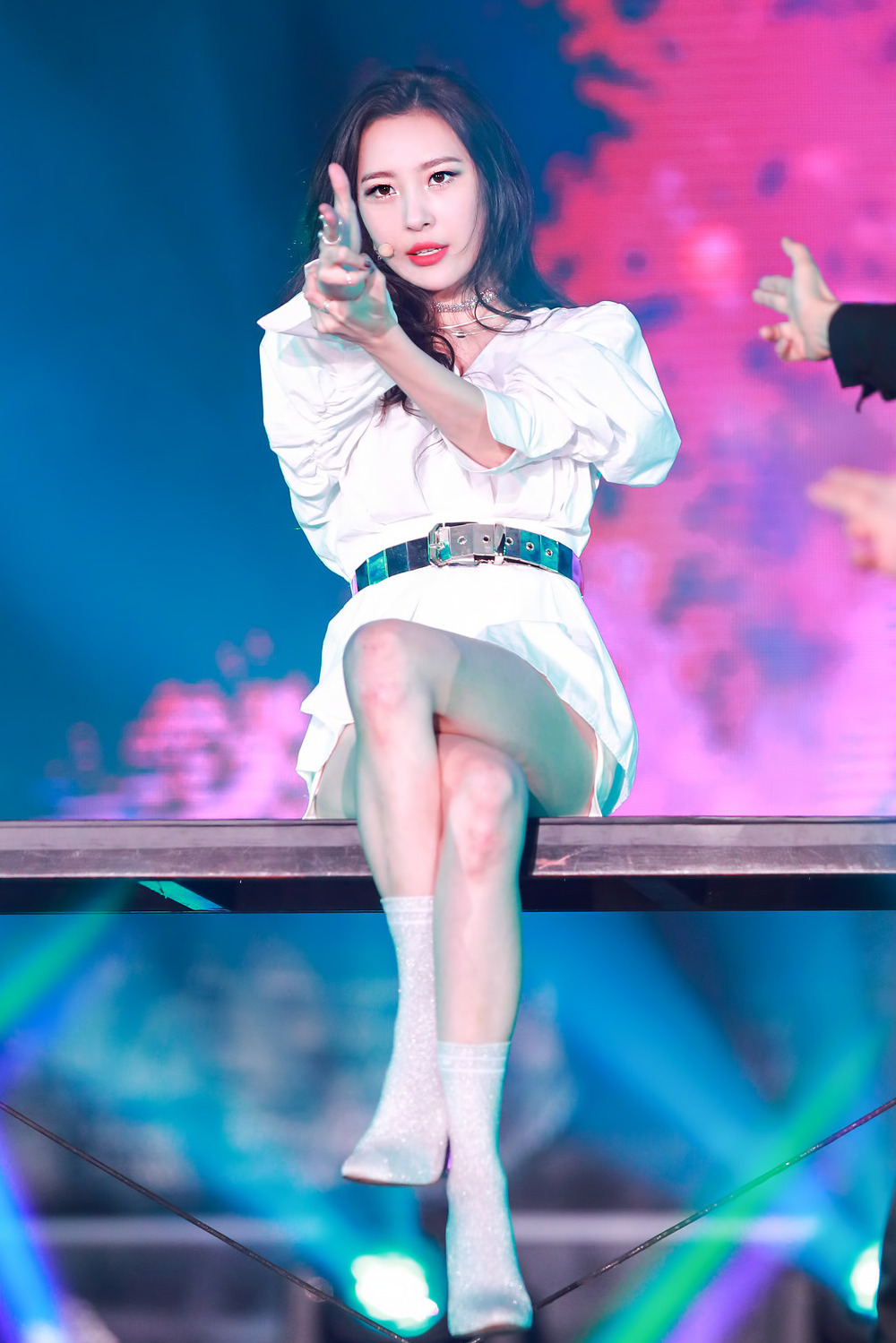
Sunmi biểu diễn "Gashina" vào ngày 1 tháng 10 năm 2017

Sau khi phát hành, ca khúc đã đứng đầu các bảng xếp hạng Naver, Daum, Soribada, Bugs và nhiều bảng xếp hạng khác. Ngoài ra các bài hát khác trong album cũng xếp thứ hạng cao, như bài " Who Am I" cò sự góp giọng của Yubin và sáng tác bởi Yenny của Wonder Girls. Album cũng được trang Allkpop đánh giá cao. Vào ngày 2 tháng 3 năm 2014, sau nhiều lần đứng vị trí 2 và 3 trên các show âm nhạc hàng tuần, cuối cùng Sunmi và Full Moon đã giành được chiến cúp chiến thắng đầu tiên trong sự nghiệp solo của cô. Ca khúc đã đánh bại hai đối thủ là Soyu (Sistar) ft. Junggigo và nhóm nhạc nam BTOB. Ca khúc cũng nằm ở vị trí thứ 9 trong danh sách các ca khúc bán chạy nhất trong 3 tháng đầu năm 2014 của BXH Gaon Chart.

### 2015 - 2017: Trở lại với Wonder Girls
Ngày 21 tháng 7 năm 2015, Sunmi chính thức trở lại Wonder Girls.
Nhóm chính thức tan rã vào ngày 26 tháng 1 năm 2017.

### 2017: Wonder Girls tan rã và các hoạt động cá nhân
Sau khi rời JYP Entertainment, Sunmi kí hợp đồng với MAKE US Entertainment với tư cách nghệ sĩ solo. Ngày 21 tháng 8 năm 2017, Sunmi chính thức trở lại với ca khúc Gashina, ca khúc đã nhanh chóng đạt vị trí số 1 ở nhiều bảng xếp hạng trong nước cũng như quốc tế, chiến thắng 4 cup trên các chương trình âm nhạc từ đài địa phương đến các đài trung ương, khẳng định vị trí nghệ sĩ nữ solo hàng đầu Hàn Quốc hiện nay.
Sunmi nhận giải Style In Music tại MAMA 2017 (Hồng Kông). Tại đây cô có màn kết hợp với Taemin trong hai bài hát là "Move" của Taemin và "Gashina" của chính cô.

### 2018: Heroine & Siren
Ngày 14 tháng 1 năm 2018 và 15 tháng 1 năm 2018, teaser của MV mới ''Heroine'' được đăng trên YouTube và sau đó ngày 18 tháng 1 năm 2018, MV chính thức được ra mắt.
Ngày 19 tháng 1 năm 2018, một video "Heroine" đặc biệt dành cho fan được đăng trên YouTube.
Kể từ sự nghiệp solo thành công và hơn cả sự mong đợi, Sunmi trở lại với "SIREN" vào ngày 3 tháng 9 năm 2018 với  thành tích all-kill càn quét mọi bảng xếp hạng âm nhạc. Tuy "SIREN" vốn được sẽ ra mắt cùng nhóm Wonder Girls, thay vào đó nhóm lại chọn " Why So Lonely" thay vào "SIREN" vì vốn nhịp nhạc không hợp.

### 2019: Noir, Lalalay
Chiều ngày 4 tháng 3 năm 2019, Sunmi chính thức trở lại với MV mới "Noir".
Đúng 18 giờ ngày 27 tháng 8 (giờ địa phương), Sunmi đã chính thức trở lại với MV "Lalalay". Ca khúc rất dễ gây nghiện ngay từ lần nghe đầu tiên bởi giai điệu vô cùng mới lạ mang hơi hướng latin và dancehal. Giai điệu ca khúc còn sử dụng nhạc cụ truyền thống của Hàn Quốc khiến đoạn intro mở đầu vô cùng cuốn hút.

### 2020: Pporappippam
Vào ngày 6 tháng 2 năm 2020, Sunmi phát hành đĩa đơn "Gotta Go" cùng với phiên bản acoustic như là một phần của sê-ri XX, cô là khách mời trong sê-ri này. Hai ngày sau, màn trình diễn vũ đạo của bài hát được phát hành đã đạt được hơn 4 triệu lượt xem. Vào ngày 21 tháng 5, Sunmi tiết lộ rằng cô sẽ trở lại vào cuối tháng 6. Đĩa đơn "Pporappippam" của cô được phát hành vào ngày 29 tháng 6. Vào ngày 12 tháng 8, cô và J. Y. Park phát hành bài hát song ca "When We Disco".

### 2021:Tail
Ngày 23/2, Sunmi tổ chức buổi họp báo trực tuyến để giới thiệu album mới mang tên Tail và MV ca khúc chủ đề cùng tên. Với sản phẩm âm nhạc mới, Sunmi theo đuổi hình tượng miêu nữ. Tail là ca khúc chủ đề thuộc single album cùng tên của Sunmi. Bài hát do Sunmi sáng tác cùng Frants. Được biết, Frants là người đứng sau thành công của loạt hit trước đó của mỹ nhân 9X như Siren, Pporappippam, Lalalay… Ngay khi Tail ra mắt, MV gây tranh cãi trên mạng xã hội. Đông đảo khán giả cho rằng sản phẩm quá sexy, thậm chí phản cảm, điển hình như cảnh cô ngồi lên đùi vũ công nam.
Bên cạnh đó, Sunmi cũng hứng chịu chỉ trích vì trang phục quá ngắn và bó sát, thực hiện những phần nhảy quyến rũ. Ngoài ra, góc quay của MV Tail còn bị mắng cố tình kích thích người xem. Thậm chí, một bộ phận dân mạng Trung Quốc còn "ném đá" MV Tail giống một video gợi dục và so sánh MV với các sản phẩm nhạy cảm khác của Kpop
Song, cũng có ý kiến cho rằng MV Tail hay vũ đạo ca khúc đều nằm trong phạm vi chấp nhận được, sexy vừa đủ và rất cuốn hút. Một nhận xét mang tính trung lập: "MV này chỉ là có phân đoạn nằm giữa ranh giới giữa gợi cảm và phản cảm thôi", được nhiều dân mạng tán thành.

## Danh sách đĩa nhạc

### Đĩa mở rộng
- Full Moon (2014)
- Warning (2018)

### Đĩa đơn
| Tựa đề | Năm  | Vị trí xếp hạng cao nhất | Vị trí xếp hạng cao nhất | Vị trí xếp hạng cao nhất | Doanh số (DL)   | Album                     |
| Tựa đề | Năm  | Hàn Quốc                 | Hàn Quốc                 | Hoa Kỳ                   | Doanh số (DL)   | Album                     |
| Tựa đề | Năm  | Gaon                     | Hot 100                  | Mỹ World                 | Doanh số (DL)   | Album                     |
| Là nghệ sĩ chính |      |                          |                          |                          |                 |                           |
| "24 Hours" | 2013 | 2                        | 3                        | —                        | - HQ: 763,750   | Full Moon                 |
| "Full Moon" (feat. Lena) | 2014 | 2                        | 3                        | 13                       | - HQ: 894,993   | Full Moon                 |
| "Gashina" (가시나) | 2017 | 1                        | 2                        | 3                        | - HQ: 1,190,389 | Warning                   |
| "Heroine" (주인공) | 2018 | 2                        | 8                        | 3                        | - US: 2,000     | Warning                   |
| Siren (사이렌) | 2018 | 1                        | 1                        | 5                        | —               | Warning                   |
| Noir | 2019 | 8                        | 9                        | 3                        | —               | Đĩa đơn không thuộc album |
| Lalalay (날라리) | 2019 | 8                        | 1                        | 4                        | - US: 1,000     | Đĩa đơn không thuộc album |
| Pporappippam (보라빛 밤) | 2020 | 5                        | 4                        | 5                        | —               | Đĩa đơn không thuộc album |
| "When We Disco" (với J. Y. Park) | 2020 | TBA                      | TBA                      | TBA                      | TBA             | Đĩa đơn không thuộc album |
| Hợp tác |      |                          |                          |                          |                 |                           |
| "You" (B1A4 feat. Sunmi) | 2014 | 63                       | 91                       | —                        | —               | Solo Day                  |
| Bài hát xếp hạng khác |      |                          |                          |                          |                 |                           |
| "Burn" | 2014 | 159                      | —                        | —                        | —               | Full Moon                 |
| "Who Am I" (feat. Yubin của Wonder Girls) | 2014 | 112                      | —                        | —                        | —               | Full Moon                 |
| "Stopped Time" (feat. Jackson của Got7) | 2014 | 100                      | —                        | —                        | —               | Full Moon                 |
| "If That Was You" | 2014 | 118                      | —                        | —                        | —               | Full Moon                 |
| "—" đĩa đơn không chính thức hoặc không được phát hành ở khu vực đó. Note: Billboard Korea K-Pop Hot 100 được giới thiệu vào ngày 8 tháng 11 và ngừng hoạt động vào tháng 7 năm 2014. |      |                          |                          |                          |                 |                           |

### Sáng tác
| Năm  | Album             | Nghệ sĩ      | Bài hát                 | Lời       | Lời                           | Nhạc      | Nhạc                                       |
| Năm  | Album             | Nghệ sĩ      | Bài hát                 | Bản quyền | Với                           | Bản quyền | Với                                        |
| ---- | ----------------- | ------------ | ----------------------- | --------- | ----------------------------- | --------- | ------------------------------------------ |
| 2015 | Reboot            | Wonder Girls | "Rewind"                | Có        | Ju Hyo, Lee Toyo và Yubin     | Có        | Ju Hyo và Lee Toyo                         |
| 2015 | Reboot            | Wonder Girls | "Back"                  | Có        | Hyerim và Yubin               | Có        | Hyerim và Yubin                            |
| 2015 | Reboot            | Wonder Girls | "Faded Love"            | Có        | Shim Eun-ji                   | Có        | Shim Eun-ji                                |
| 2016 | Why So Lonely     | Wonder Girls | "Why So Lonely"         | Có        | Hyerim, Yubin và Hong Ji-sang | Có        | Hyerim, Yubin và Hong Ji-sang              |
| 2016 | Why So Lonely     | Wonder Girls | "To The Beautiful You"  | Có        | Yubin, Hyerim và Frants       | Có        | Yubin, Hyerim và Frants                    |
| 2017 | Warning           | Sunmi        | "Gashina"               | Có        | Teddy, 24 và Joe Rhee         | Không     | Teddy, 24 và Joe Rhee                      |
| 2018 | Warning           | Sunmi        | "Heroine"               | Có        | Teddy                         | Không     | Teddy và 24                                |
| 2018 | Warning           | Sunmi        | "Siren"                 | Có        | –                             | Có        | Frants                                     |
| 2018 | Warning           | Sunmi        | "Addict"                | Có        | –                             | Có        | Frants                                     |
| 2018 | Warning           | Sunmi        | "Curve"                 | Có        | –                             | Không     | Kriz và Tomoko Ida                         |
| 2018 | Warning           | Sunmi        | "Black Pearl"           | Có        | –                             | Có        | Frants                                     |
| 2018 | Warning           | Sunmi        | "Secret Tape"           | Có        | –                             | Có        | Frants                                     |
| 2019 | Non-album singles | Sunmi        | "Noir"                  | Có        | –                             | Có        | El Capitxn                                 |
| 2019 | Non-album singles | Sunmi        | "Lalalay"               | Có        | –                             | Có        | Frants                                     |
| 2020 | XX OST Part 1     | Sunmi        | "Gotta Go"              | Có        | –                             | Có        | Frants                                     |
| 2020 | XX OST Part 1     | Sunmi        | "Gotta Go" (Inst.)      | Không     | –                             | Có        | Frants                                     |
| 2020 | Non-album single  | Sunmi        | "Pporappippam"          | Có        | –                             | Có        | Frants                                     |
| 2021 | Tail              | Sunmi        | "Tail"                  | Có        |                               | Có        | Frants                                     |
| 2021 | Tail              | Sunmi        | "What The Flower"       | Có        |                               | Có        | Hong So-jin                                |
| 2021 | 1/6               | Sunmi        | "You Can't Sit with Us" | Có        |                               | Không     | Melanie Fontana, Michel Schulz, Ross Golan |
| 2021 | 1/6               | Sunmi        | "Sunny"                 | Có        |                               | Không     | Jake K, Maria Marcus, MCK                  |
| 2021 | 1/6               | Sunmi        | "1/6"                   | Có        |                               | Có        | Frants                                     |
| 2021 | 1/6               | Sunmi        | "Call"                  | Có        |                               | Có        | Frants, El Capitxn                         |
| 2021 | 1/6               | Sunmi        | "Narcissism"            | Có        |                               | Có        | Frants                                     |
| 2021 | 1/6               | Sunmi        | "Borderline"            | Có        |                               | Có        | Frants                                     |

## Giải thưởng và đề cử
| Năm  | Giải thưởng                  | Hạng mục                             | Đề cử       | Kết quả   |
| ---- | ---------------------------- | ------------------------------------ | ----------- | --------- |
| 2013 | 15th Mnet Asian Music Awards | Best Female Artist                   | —           | Đề cử     |
| 2013 | 15th Mnet Asian Music Awards | Artist of the Year                   | —           | Đề cử     |
| 2013 | 15th Mnet Asian Music Awards | Best Dance Performance – Female Solo | "24 Hours"  | Đề cử     |
| 2014 | 23rd Seoul Music Awards      | Bonsang Award                        | —           | Đề cử     |
| 2014 | 23rd Seoul Music Awards      | Popularity Award                     | —           | Đề cử     |
| 2014 | 16th Mnet Asian Music Awards | Best Female Artist                   | —           | Đề cử     |
| 2014 | 16th Mnet Asian Music Awards | Artist of the Year                   | —           | Đề cử     |
| 2014 | 16th Mnet Asian Music Awards | Best Dance Performance – Solo        | "Full Moon" | Đoạt giải |
| 2014 | 4th SBS MTV Best of the Best | Best Female Solo                     | —           | Đề cử     |
| 2015 | 24th Seoul Music Awards      | Bonsang Award                        | —           | Đề cử     |
| 2015 | 24th Seoul Music Awards      | Popularity Award                     | —           | Đề cử     |
| 2015 | 24th Seoul Music Awards      | Hallyu Special Award                 | —           | Đề cử     |
| 2015 | 4th Gaon Chart Music Awards  | Song of the Year – February          | "Full Moon" | Đề cử     |
| 2016 | 2nd Fashionista Awards       | Best Dresser – Female                | —           | Đề cử     |
| 2017 | 3rd Fashionista Awards       | Best Fashionista – SNS Division      | —           | Đề cử     |
| 2017 | 19th Mnet Asian Music Awards | Best Female Artist                   | —           | Đề cử     |
| 2017 | 19th Mnet Asian Music Awards | Artist of the Year                   | —           | Đề cử     |
| 2017 | 19th Mnet Asian Music Awards | Style In Music                       | —           | Đoạt giải |
| 2017 | 19th Mnet Asian Music Awards | Best Dance Performance – Solo        | "Gashina"   | Đề cử     |
| 2017 | 9th Melon Music Awards       | Best Dance – Female                  | "Gashina"   | Đề cử     |
| 2017 | CJ E&M America Awards        | Female Idol of The Year              | —           | Đoạt giải |
| 2018 | 32nd Golden Disc Awards      | Digital Bonsang                      | "Gashina"   | Đề cử     |
| 2018 | 32nd Golden Disc Awards      | Global Popularity Award              | —           | Đề cử     |
| 2018 | 27th Seoul Music Awards      | Bonsang Award                        | —           | Đề cử     |
| 2018 | 27th Seoul Music Awards      | Popularity Award                     | —           | Đề cử     |
| 2018 | 27th Seoul Music Awards      | Hallyu Special Award                 | —           | Đề cử     |
| 2018 | 7th Gaon Chart Music Awards  | Song of the Year – August            | "Gashina"   | Đoạt giải |
| 2018 | 15th Korean Music Awards     | Best Pop Song                        | "Gashina"   | Đề cử     |

### Inkigayo
| Năm  | Ngày       | Bài hát     |
| ---- | ---------- | ----------- |
| 2014 | 2 tháng 3  | "Full Moon" |
| 2017 | 2 tháng 9  | "Gashina"   |
| 2017 | 9 tháng 9  | "Gashina"   |
| 2017 | 26 tháng 9 | "Gashina"   |
| 2018 | 28 tháng 1 | "Heroine"   |
| 2018 | 4 tháng 2  | "Heroine"   |

### M Countdown
| Năm  | Ngày       | Bài hát   |
| ---- | ---------- | --------- |
| 2017 | 7 tháng 9  | "Gashina" |
| 2018 | 25 tháng 1 | "Heroine" |

### Show Champion
| Năm  | Ngày      | Bài hát   |
| ---- | --------- | --------- |
| 2017 | 6 tháng 9 | "Gashina" |

### Show! Music Core
| Năm  | Ngày       | Bài hát   |
| ---- | ---------- | --------- |
| 2018 | 27 tháng 1 | "Heroine" |